# Світред (король Ессексу)
Світред (*Swithred, д/н —758) — король Ессексу в 746—758 роках.

## Життєпис
Походив з династії Есквінінгів. Син Сігемунда та онук короля Сігеґерда. Про молоді роки майже нічого невідомо. У 746 році після поразки та загибелі короля Селреда за підтримки Етельбальда, короля Мерсії, стає новим королем Ессексу.
Світред визнав зверхність Мерсії. В подальшому він діяв спільно з Етельбальдом Мерсійським. У 752 році після поразки Мерсії від Вессексу зумів здобути незалежність. Останні роки про життя Світреда нічого невідомо. Йому спадкував Сігерік.